# Прямой эфир

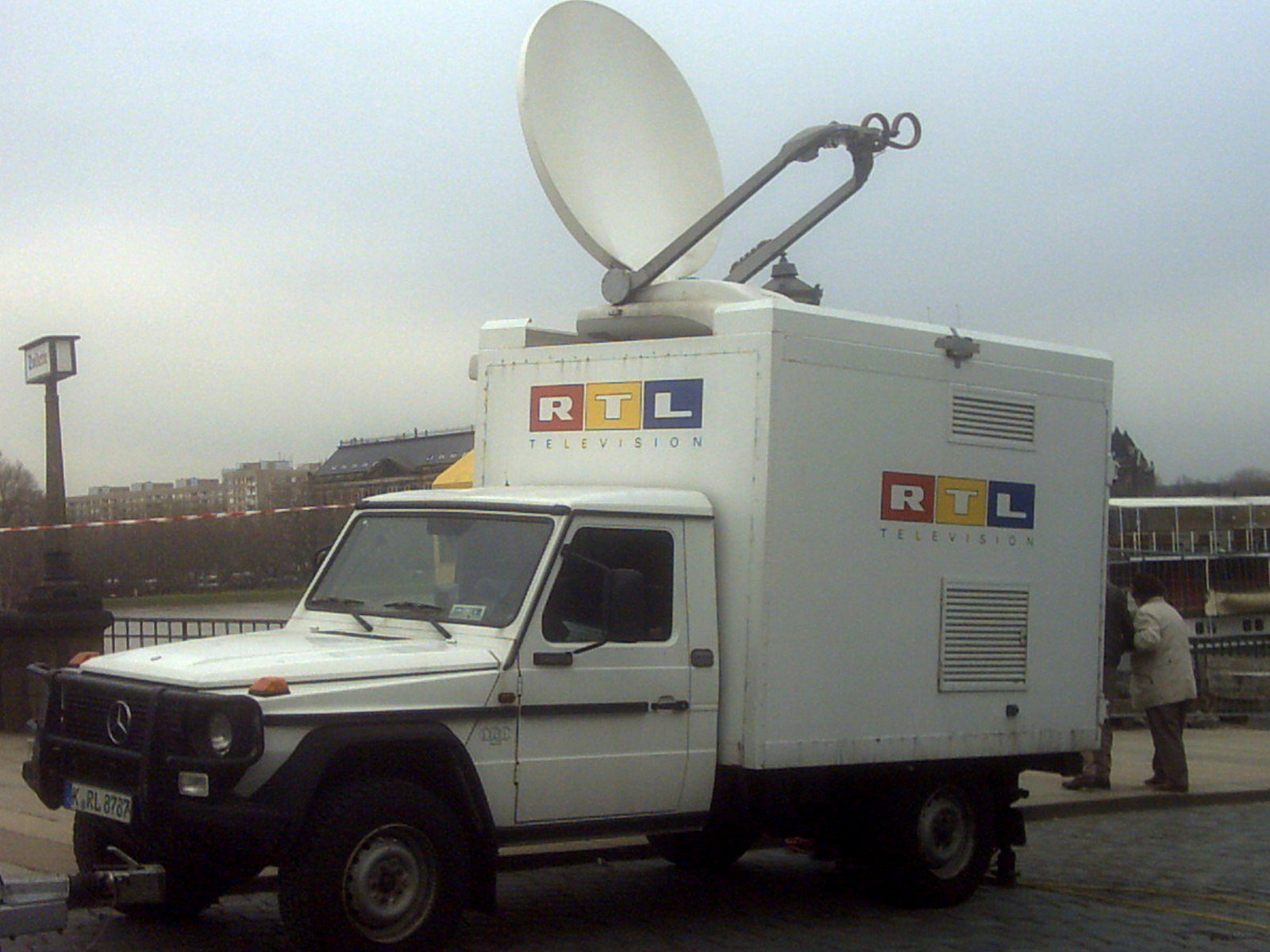
Трансмиссионная машина, используется для передачи сигнала во время прямого эфира вне студии

Прямо́й эфи́р (Прямая трансляция) (в англ. Live, Live television) — процесс непосредственной передачи телевизионного или радиосигнала с первого дубля с места проведения записи в эфир, то есть трансляция сигнала в реальном времени.
Вследствие технических ограничений аппаратуры, осуществляющей телепередачу, и множества точек перехода сигнала (камера — центр обработки сигнала — передающая антенна — спутник — приёмная антенна — телевизор (монитор), включая интернет), прямой эфир не бывает совершенно «прямым» (может быть отставание на несколько секунд). К примеру, трансляцию Чемпионата мира по футболу 2006 зрители видели на 6 секунд позже реального времени.
Особенностью прямого эфира является невозможность редактирования получаемых и сразу отправляемых данных, что не исключает определённой вероятности транслирования непредвиденного события.
Наибольшее распространение прямой эфир получил в телевизионных новостях. Распространён в вещании через Интернет (напр., интернет-телевидение, интернет-радио). Вещание веб-камер ведётся в прямом эфире. Нередко по актуальным и дискуссионным темам в рамках прямого эфира проводится электронное голосование или телеголосование.